# Cercopithecus wolfi
Il cercopiteco coronato di Wolf (Cercopithecus wolfi Meyer, 1891) è un primate della famiglia Cercopithecidae.

## Descrizione
La lunghezza del corpo varia tra 35 e 45 cm e quella della coda può arrivare a 90 cm. Il peso dei maschi è circa 4,5 kg, quello delle femmine circa 2,5 kg.
È una delle specie di cercopiteco più colorate. Il lato dorsale è di colore grigio scuro, quello ventrale giallo o bianco; gli arti anteriori sono neri e quelli posteriori rosso bruno: colore che può estendersi alla parte posteriore del corpo. Una striscia nera si estende dagli occhi alle orecchie, mentre le folte "basette" sono grigio chiaro o rossastre.

## Distribuzione e habitat
L'areale è nell'Africa centrale e contiene la Repubblica Democratica del Congo e l'Angola nord-orientale. L'habitat è costituito prevalentemente da foreste secondarie.

## Biologia
L'attività è diurna e prevalentemente anche se non esclusivamente arboricola. Vive in gruppi costituiti, come per gli altri cercopitechi, da un maschio adulto, femmine e piccoli, per un totale di 10-12 individui. È una specie territoriale. A volte si associa con cercopitechi nasobianco del Congo o con colobine.
È una specie fondamentalmente erbivora, che si nutre di frutta, foglie e semi; occasionalmente la dieta può includere nettare e insetti

### Riproduzione
La gestazione dura da cinque a sei mesi e in genere nasce un solo piccolo, che raggiunge la maturità sessuale in due o tre anni. La longevità non è nota: specie affini vivono approssimativamente 20 anni in natura e 30 anni in cattività.

## Tassonomia
Sono note due sottospecie:
- Cercopithecus wolfi wolfi
- Cercopithecus wolfi elegans

## Conservazione
La specie non è presa in considerazione dalla IUCN.